# سحر الأصبحي
سحر الأصبحي ممثلة يمنية مخضرمة شاركت ببطولة العديد من المسلسلات اليمنية التي لاقت نجاحا باهرا أهمها كيني ميني -الكنز - الثأر وغيرها. كما شاركت في بطولة أول فيلم روائي يمني طويل بدور بائعة البيض الذي تألقت فيه وشاركت بتألق في مسلسل اشواق واشواك الذي عرض في رمضان 1430هـ.
وهي شقيقة الفنانة الكبيرة فوزية الأصبحي والفنانة منى الأصبحي.